# Wiedemann & Berg Filmproduktion
Wiedemann & Berg Film ist eine deutsche Filmproduktionsfirma, die 2003 von Quirin Berg und Max Wiedemann gegründet wurde. Der erste Kinofilm Das Leben der Anderen gewann 2007 den Oscar für den Besten Fremdsprachigen Film.

## Geschichte
Noch während des gemeinsamen Studiums an der Hochschule für Fernsehen und Film München gründeten Quirin Berg und Max Wiedemann 2003 die Wiedemann & Berg Film. Geschäftsführerin neben Quirin Berg und Max Wiedemann ist seit Januar 2021 auch Produzentin Justyna Muesch.
2010 folgte die Gründung der W&B Television, zu deren Geschäftsführern seit Februar 2021 auch Oliver Vogel zählt.
Beide Firmen sind seit Januar 2020 Teil der neu gegründeten Leonine Studios. Quirin Berg und Max Wiedemann sind Gesellschafter und Mitgründer des Studios und leiten als Geschäftsführer der Leonine Holding GmbH und Chief Production Officers die gesamte Fiction-Produktion der Gruppe.
Ihr erster Kinofilm, das Regiedebüt von Florian Henckel von Donnersmarck Das Leben der Anderen, wurde 2007 mit einem Oscar für den besten fremdsprachigen Film ausgezeichnet, gefolgt von Werk ohne Autor, der 2019 zwei Oscar-Nominierungen erhielt. Zu den weiteren Kinohits zählen unter anderem Baran bo Odars Hacking-Thriller Who Am I – Kein System ist sicher oder Simon Verhoevens Komödie Willkommen bei den Hartmanns – mit knapp 3,9 Mio. Kinobesuchern der erfolgreichste deutsche Film des Jahres 2016. Mit Nightlife kam am 13. Februar 2020 der fünfte gemeinsame Film mit Simon Verhoeven ins Kino.

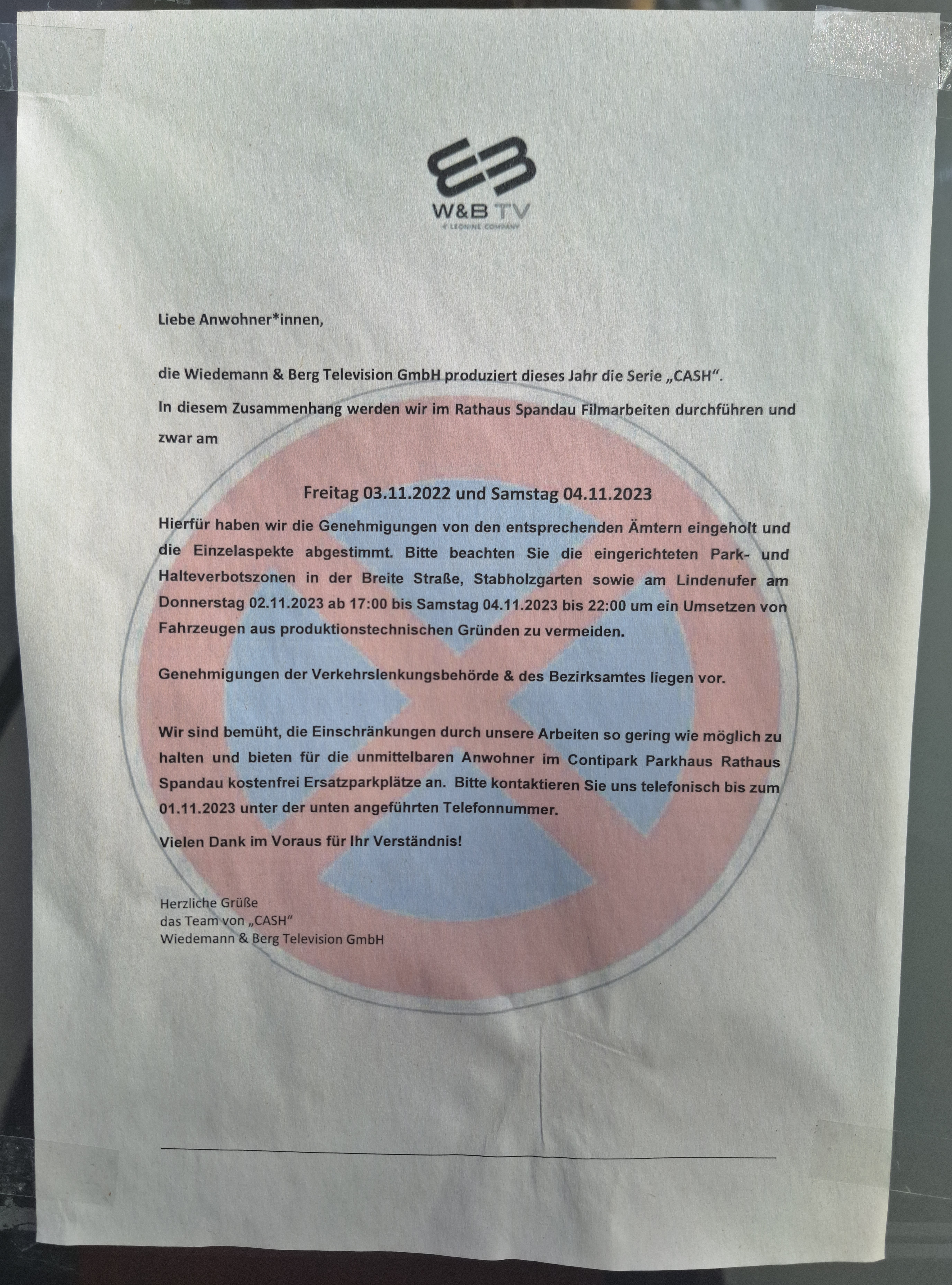
Ankündigung von Aufnahmen der W&B Television GmbH für die Serie Cash

## Produktionen (Auswahl)
- 2006
  - Das Leben der Anderen
- 2007
  - Das Inferno – Flammen über Berlin (Fernsehfilm)
  - Kein Bund für’s Leben
- 2008
  - Räuber Kneißl
  - U-900
- 2009
  - Männerherzen
  - Faktor 8 – Der Tag ist gekommen (Fernsehfilm)
- 2010
  - Friendship!
  - Lena – Liebe meines Lebens (Fernsehserie)
- 2011
  - Männerherzen … und die ganz ganz große Liebe
- 2012
  - Wer’s glaubt, wird selig
  - Add a Friend (Fernsehserie, 1. Staffel)
  - Tatort – Dinge, die noch zu tun sind (Fernsehfilm)
  - Plötzlich 70! (Fernsehfilm)
- 2013
  - Tatort – Die fette Hoppe (Fernsehfilm)
  - In einem wilden Land (Fernsehfilm)
  - Add a Friend (Fernsehserie, 2. Staffel)
- 2014
  - Vaterfreuden
  - Die Spiegel-Affäre (Fernsehfilm)
  - Who Am I – Kein System ist sicher
  - Add a Friend (Fernsehserie, 3. Staffel)
- 2015
  - Tatort – Der Irre Iwan (Fernsehfilm)
  - Tannbach – Schicksal eines Dorfes (Fernseh-Mehrteiler, 1. Staffel)
  - Tatort – Die letzte Wiesn (Fernsehfilm)
  - Einfach Rosa – Die Hochzeitsplanerin (Fernsehreihe)
  - Mordkommission Berlin 1 (Fernsehfilm)
- 2016
  - Unfriend
  - Operation Zucker: Jagdgesellschaft (Fernsehfilm)
  - Tatort – Auf einen Schlag (Fernsehfilm)
  - Tatort: Der treue Roy (Fernsehfilm)
  - Mitten in Deutschland: NSU. Die Täter – Heute ist nicht alle Tage (Fernsehfilm)
  - Mitten in Deutschland: NSU. Die Opfer – Vergesst mich nicht (Fernsehfilm)
  - Mitten in Deutschland: NSU. Die Ermittler – Nur für den Dienstgebrauch  (Fernsehfilm)
  - Willkommen bei den Hartmanns
  - Zielfahnder – Flucht in die Karpaten (Fernsehfilm)
  - Marie fängt Feuer – Für immer und ewig (Fernsehreihe)
- 2017
  - Tatort: Der scheidende Schupo (Fernsehfilm)
  - Die Dasslers – Pioniere, Brüder und Rivalen (Fernseh-Zweiteiler)
  - 4 Blocks (Fernsehserie, 1. Staffel)
  - Dark (Fernsehserie, 1. Staffel)
  - Tatort: Level X (Fernsehfilm)
  - Tödliche Geheimnisse – Jagd in Kapstadt (Fernsehfilm)
  - Tatort: Auge um Auge (Fernsehfilm)
  - Tatort: Der wüste Gobi (Fernsehfilm)
  - Lammerts Leichen (Web-Serie zum Tatort Dresden, 1. Staffel)
- 2018
  - Tannbach – Schicksal eines Dorfes (Fernseh-Mehrteiler, 2. Staffel)
  - Tatort: Déjà-vu (Fernsehfilm)
  - Tatort: Der kalte Fritte (Fernsehfilm)
  - Tatort: Meta (Fernsehfilm)
  - Tatort: Wer jetzt allein ist (Fernsehfilm)
  - Tatort: Die robuste Roswita (Fernsehfilm)
  - Der Polizist und das Mädchen (Fernsehfilm)
  - Werk ohne Autor
  - 4 Blocks (Fernsehserie, 2. Staffel)
- 2019
  - Tatort: Der höllische Heinz (Fernsehfilm)
  - Die Goldfische
  - Der Pass (Fernsehserie)
  - Tatort: Das Nest (Fernsehfilm)
  - Lammerts Leichen (Web-Serie zum Tatort Dresden, 2. Staffel)
  - Tatort: Die ewige Welle (Fernsehfilm)
  - Dark (Fernsehserie, 2. Staffel)
  - Preis der Freiheit (Fernseh-Mehrteiler)
  - Tatort: Nemesis (Fernsehfilm)
  - Ottilie von Faber-Castell – Eine mutige Frau (Fernsehfilm)
  - Tatort: Die harte Kern (Fernsehfilm)
  - Frau Jordan stellt gleich (Fernsehserie)
  - Zielfahnder – Blutiger Tango (Fernsehreihe)
  - 4 Blocks (Fernsehserie, 3. Staffel)
- 2020
  - Nur mit Dir zusammen (Fernsehfilm)
  - Nightlife
  - Tödliche Geheimnisse – Das Versprechen (Fernsehfilm)
  - Dark (Fernsehserie, 3. Staffel)
- 2021
  - Tribes of Europa (Fernsehserie, 1. Staffel)
  - Para – Wir sind King (Fernsehserie, 1. Staffel)
  - Blackout (Fernsehserie)
  - Die Ibiza Affäre (Mini-Serie)
  - Almost Fly (Fernsehserie, 1. Staffel)
- 2023
  - Der Greif (Fernsehserie)
  - Wochenendrebellen
  - Die drei ??? – Erbe des Drachen
  - Einspruch, Schatz! – Ein Fall von Liebe
  - Girl You Know It’s True
- 2024:
  - Crooks (Fernsehserie)
  - Un/Dressed
  - Alter weißer Mann
  - Der Vierer
- 2025:
  - Die drei ??? und der Karpatenhund
  - Fall for Me